# Cailhavel
Cailhavel (okzitanisch: Calhavèl) ist eine südfranzösische Gemeinde mit 150 Einwohnern (Stand: 1. Januar 2022) im Zentrum des Départements Aude in der Region Okzitanien (vor 2016 Languedoc-Roussillon). Die Gemeinde gehört zum Arrondissement Limoux und zum Kanton La Piège au Razès. Die Einwohner werden Cailhavelais genannt.

## Lage
Cailhavel liegt in der südöstlichen Randzone des Lauragais in der ehemaligen Grafschaft Razès etwa 23 Kilometer westsüdwestlich von Carcassonne. Umgeben wird Cailhavel von den Nachbargemeinden Villeneuve-lès-Montréal im Norden, Montréal im Norden und Osten, Cailhau im Süden, Ferran im Südwesten und Westen sowie Brézilhac im Nordwesten.

## Bevölkerungsentwicklung
| Jahr                       | 1962 | 1968 | 1975 | 1982 | 1990 | 1999 | 2006 | 2019 |
| Einwohner                  | 164  | 151  | 140  | 135  | 129  | 111  | 103  | 138  |
| Quellen: Cassini und INSEE |      |      |      |      |      |      |      |      |

## Sehenswürdigkeiten

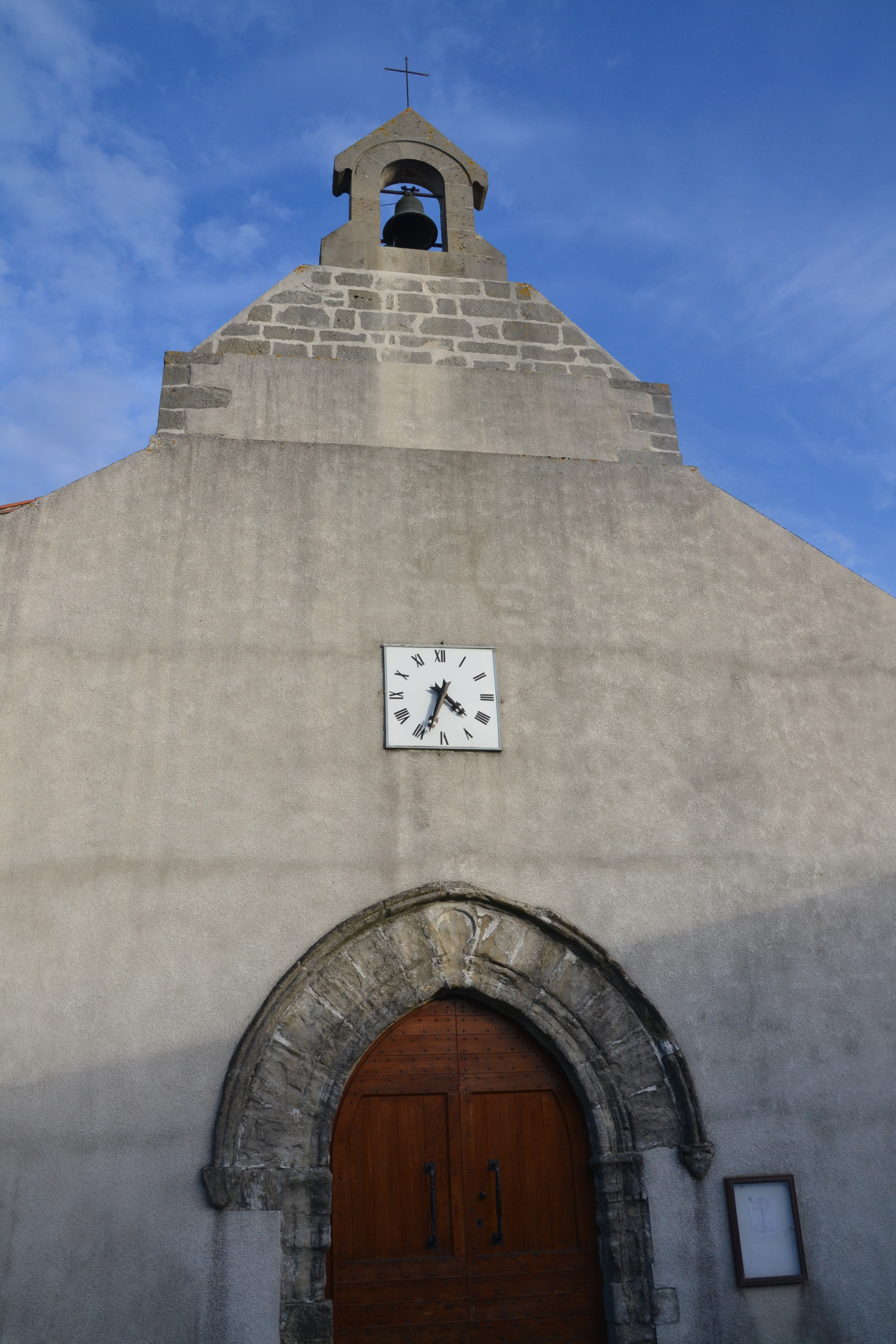
Kirche Saint-Martin

- Kirche Saint-Martin